# Alchemilla faeroensis
Alchemilla faeroensis är en rosväxtart som först beskrevs av Johan Martin Christian Lange, och fick sitt nu gällande namn av Robert Buser. Alchemilla faeroensis ingår i släktet daggkåpor, och familjen rosväxter.

## Underarter
Arten delas in i följande underarter:
- A. f. pumila
- A. f. denudata

## Bildgalleri

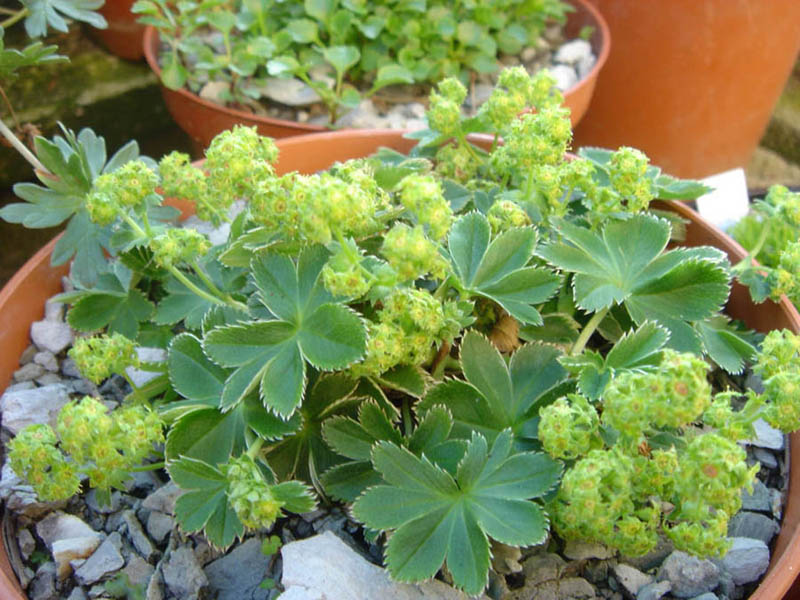
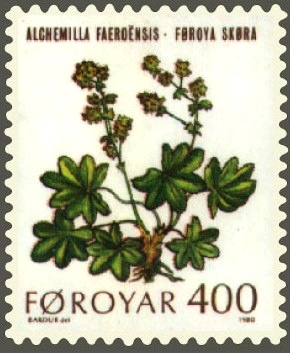
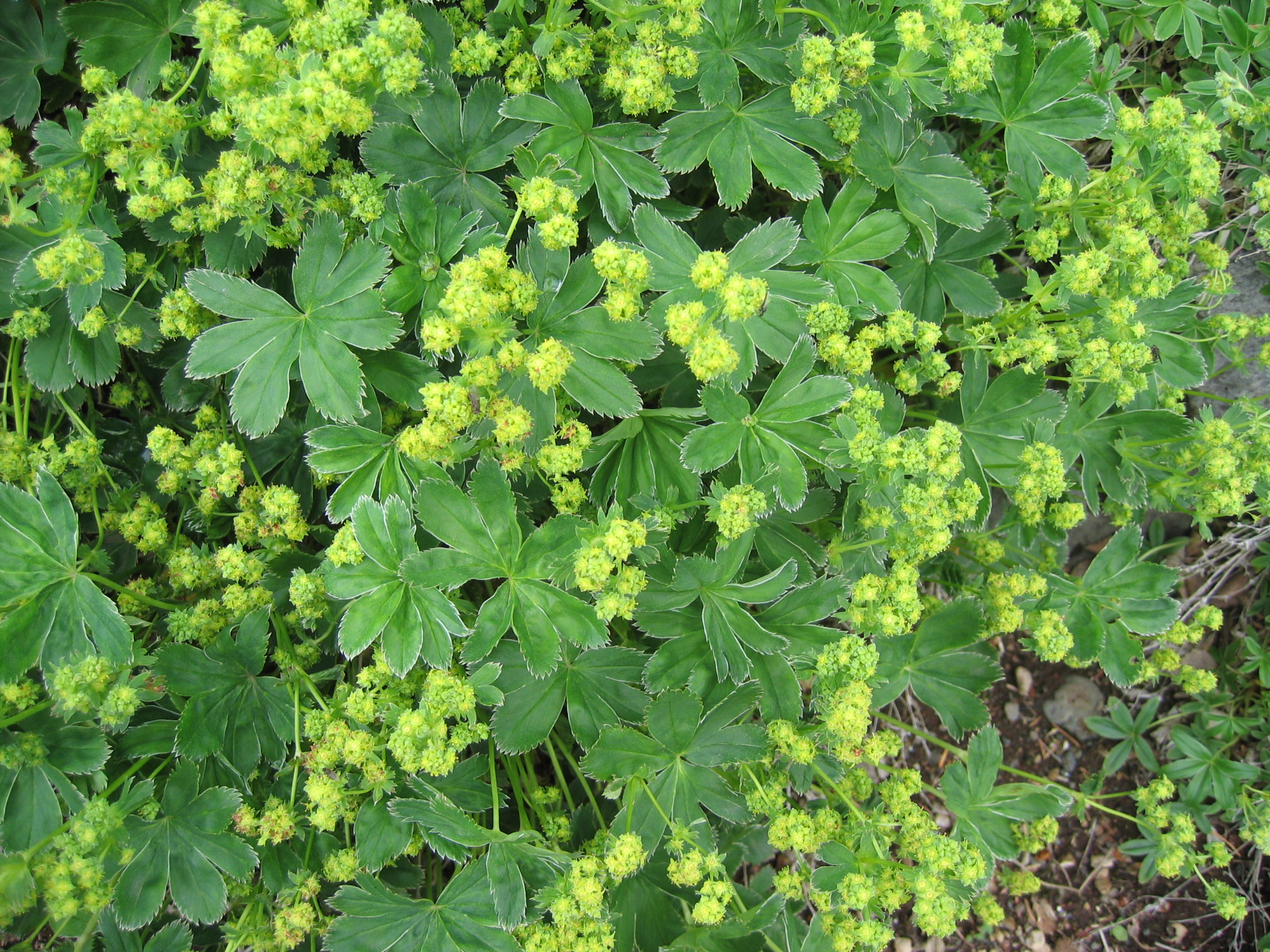